# Staré Město pod Landštejnem

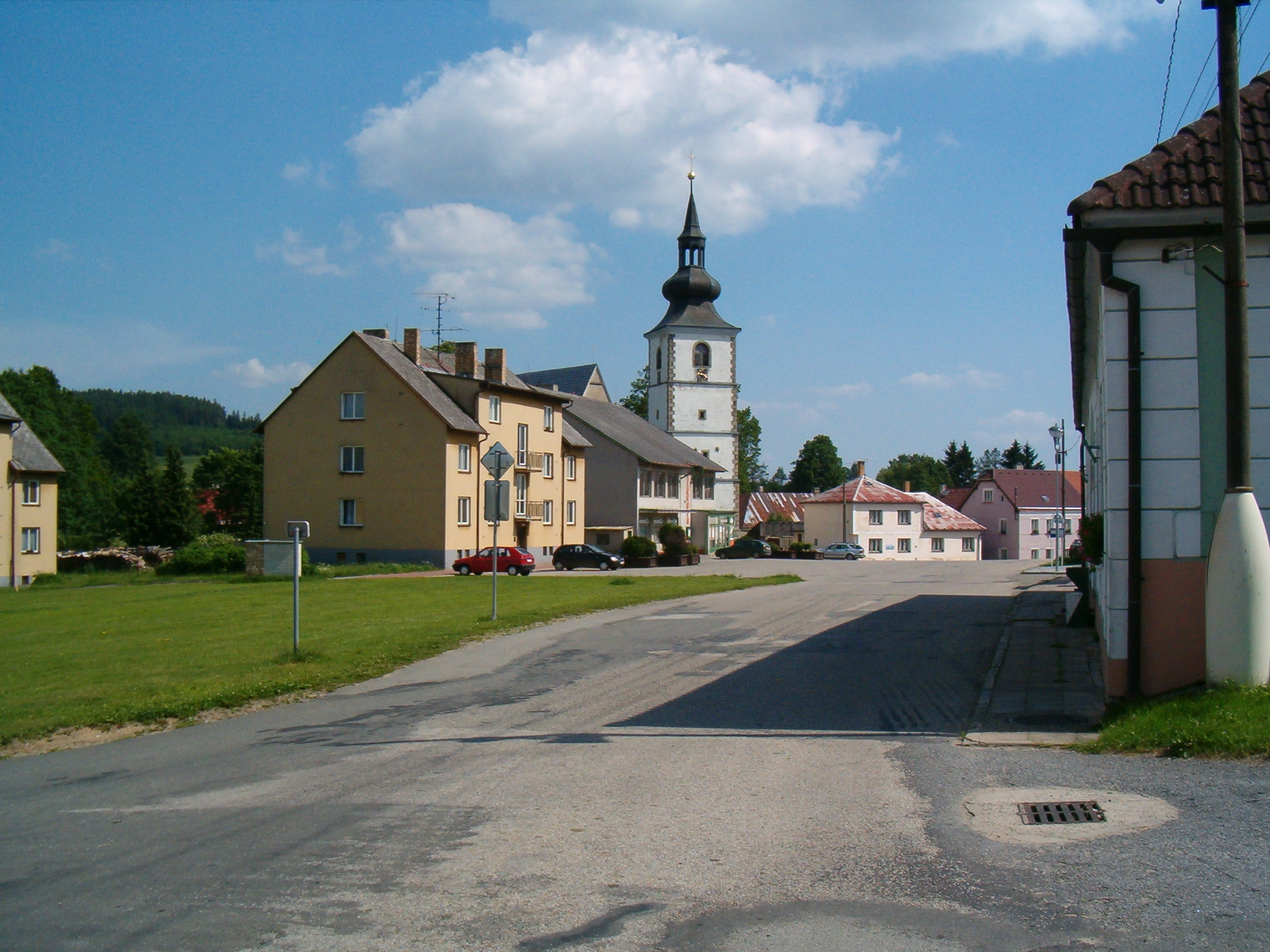
Ortskern von Staré Město

Staré Město pod Landštejnem (deutsch Altstadt) ist eine Minderstadt im Okres Jindřichův Hradec in Tschechien. Der Ort liegt 24 Kilometer südöstlich der Stadt Jindřichův Hradec und gehört zur Jihočeský kraj. Die Ortschaft wurde als ein Breitangerdorf angelegt.

## Geographie
Der Ort befindet sich südlich der Javořická vrchovina am Pstruhovec (Taxenbach) im Naturpark Česká Kanada nahe der österreichischen Grenze in Südböhmen. Südöstlich von Staré Město ragt der zu Österreich gehörige Zipfel der Böhmischen Saß ins tschechische Territorium. Am nördlichen Fuße des dortigen Hohen Steins (679 m) liegt der Dreiländerstein (Trojmezí), der das Dreiländereck zwischen Böhmen, Mähren und Österreich markiert. An den Berghängen nördlich des Ortes verlaufen die Befestigungslinien des Tschechoslowakischen Walls. Bei der Wüstung Košťálkov (Gottschallings) befindet sich ein Grenzübergang für Wanderer nach Klein-Taxen.
Nachbarorte sind Stálkov im Nordosten, Kadolec im Osten, Maříž und Reinolz im Südosten, Klein-Taxen im Süden, Veclov und Dobrotín im Südwesten, Podlesí im Westen sowie Pomezí und Landštejn im Nordwesten.

## Geschichte
Die Gründung von Staré Město erfolgte um 1170 an einem alten von Italien über Raabs und Markl (Pomezí) nach Böhmen führenden Saumpfad durch die Herren von Tierna aus dem Hause Raabs. Im 14. Jahrhundert wurde der Ort zum Marktdorf der benachbarten Burg Landstein ausgebaut und trug den Namen Landstein. 1495 erfolgte die Erhebung zum Städtchen, das fortan als Alte Stadt (Staré Město) und ab 1568 als Alt Landstein (Starý Landštejn) bezeichnet wurde. Um 1600 sind die ersten Juden nachweisbar und wenig später entstand außerhalb des Ortes ein jüdischer Friedhof. Matriken gibt es seit 1668. 1840 lebten in dem Ort 1036 Menschen. Bis zur Aufhebung der Patrimonialherrschaften im Jahre 1848 war Altstadt der Hauptort der Herrschaft Landstein. In der zweiten Hälfte des 19. Jahrhunderts verlor die Marktgemeinde immer mehr an Bedeutung. Die fehlende Anbindung an das Eisenbahnnetz verhinderte die Ansiedlung von Industriebetrieben. Im Jahre 1880 wurde eine Freiwillige Feuerwehr in Altstadt gegründet. Bis 1918 arbeitete viele Altstädter in Wien als Maurer, was dazu führte, dass die Mundart im Ort teilweise dem Wienerischen glich.
Nach dem Ersten Weltkrieg und dem Friedensvertrag von Saint Germain, 1919, wurde der Ort, dessen Bewohner im Jahre 1910 zu 90 % der deutschen Sprachgruppe angehörten, Bestandteil der neuen Tschechoslowakischen Republik. Durch Siedler und neu besetzte Beamtenposten kommt es zu einem vermehrten Zuzug von Personen tschechischer Identität. Nach dem Münchner Abkommen,  kam der Ort 1938 an das Deutsche Reich und wurde ein Teil des Reichsgaues Niederdonau.
Nach dem Ende des Zweiten Weltkrieges – der 15 Opfer unter den Ortsbewohnern forderte – wurden die im Münchener Abkommen an Deutschland übertragenen Territorien wieder der Tschechoslowakei zugeordnet. Bei einsetzenden Misshandlungen der deutschstämmigen Bevölkerung durch  Revolutionsgardisten  kam es zu Ziviltoten. Am 29. Mai 1945 wurde Altstadt, zeitgleich mit den umliegenden Orten, von  militanten Tschechen besetzt. Sie nahmen Männer als Geiseln und vertrieben anschließend die Ortsbevölkerung und zuletzt die Geiseln über die Grenze nach Österreich. 13 Personen verblieben im Ort. Das Vermögen der deutschen Ortsbewohner wurde durch das Beneš-Dekret 108 konfisziert, die katholische Kirche in der kommunistischen Ära enteignet. Die in Österreich befindlichen Ortsbewohner wurden bis auf 13 Familien, in Übereinstimmung mit den ursprünglichen Überführungs-Zielen des Potsdamer Protokolls, nach Deutschland weiter transferiert. Vier Personen wanderten nach Kanada, drei in die USA und eine nach Australien aus.
Während des Kalten Krieges lag Staré Město pod Landštejnem am Eisernen Vorhang. Im Jahre 1952 wurde der offizielle Name Staré Město zur Unterscheidung von gleichnamigen Orten in Staré Město pod Landštejnem geändert. Am 6. Dezember 2017 wurde der Status von Staré Město pod Landštejnem als Městys erneuert.

## Gemeindegliederung
Die Gemeinde Staré Město pod Landštejnem besteht aus den Ortsteilen Dobrotín (Dobroten), Landštejn (Landstein), Návary (Auern), Podlesi (Deutsch Bernschlag), Pomezí (Markl), Staré Město pod Landštejnem (Altstadt), Veclov (Wetzlers) und Vitíněves (Wittingau). Zu Staré Město pod Landštejnem gehören außerdem die sowie den Ansiedlungen Buková (Buchen), Dobrohoř (Ebergerschhof) und Filipov (Philippsdorf).
Auf dem Gemeindegebiet liegen die Fluren der erloschenen Dörfer, Weiler und Einschichten Arnolec (Arnolzhof), Brandhäusler, Dětřiš (Dietreichs), Hanftlův mlýn (Hanftl), Košlák (Kokschlag), Košťálkov (Gottschallings), Kuní (Kain), Lužánky (Auhäuser), Pernárec (Bernharz), Rajchéřov (Reichers), Romava (Romau) und Staré Hutě (Althütten), in denen im Jahre 1900 insgesamt 1638 Menschen lebten. Die an der Grenze zu Österreich gelegenen Orte wurden in den 1950er Jahren im Zuge der Errichtung des Eisernen Vorhangs liquidiert.
Grundsiedlungseinheiten sind Dětřiš, Dobrotín, Košlák, Košťálkov, Kuní, Návary, Pernárec, Podlesí, Pomezí, Rajchéřov, Romava, Staré Hutě, Staré Město pod Landštejnem, Veclov und Vitíněves.
Das Gemeindegebiet gliedert sich in die Katastralbezirke Dětřiš, Dobrotín, Košlák, Košťálkov, Kuní pod Landštejnem, Návary, Pernárec, Podlesí pod Landštejnem, Pomezí pod Landštejnem, Rajchéřov, Romava, Staré Hutě u Veclova, Staré Město pod Landštejnem, Veclov und Vitíněves. 4525 ha der Katasterfläche nehmen Wälder ein.

## Siegel und Wappen
Das Gemeindesiegel gibt es vermutlich seit der Markterhebung. Es zeigt ein Schild mit einer Schrägteilung. In der oberen Hälfte mit einem dreiblättrigen Zweig. So gestaltet ist auch um 1600 entstandenes Marktsiegel mit einer Umschrift.
Das Wappen ist von Rot und Schwarz schräggeteilt und im oberen Bereich befindet sich ein dreiblättriger Zweig in Silber.

## Bevölkerungsentwicklung
| Volkszählung | Einwohner gesamt | Volkszugehörigkeit der Einwohner | Volkszugehörigkeit der Einwohner | Volkszugehörigkeit der Einwohner |
| Jahr         | Einwohner gesamt | Deutsche                         | Tschechen                        | Andere                           |
| ------------ | ---------------- | -------------------------------- | -------------------------------- | -------------------------------- |
| 1880         | 931              | 903                              | 25                               | 3                                |
| 1890         | 826              | 788                              | 38                               | –                                |
| 1900         | 827              | 755                              | 71                               | 1                                |
| 1910         | 740              | 667                              | 70                               | 3                                |
| 1921         | 613              | 456                              | 114                              | 43                               |
| 1930         | 572              | 419                              | 130                              | 23                               |

## Sehenswürdigkeiten
- Burg Landštejn in Landštejn

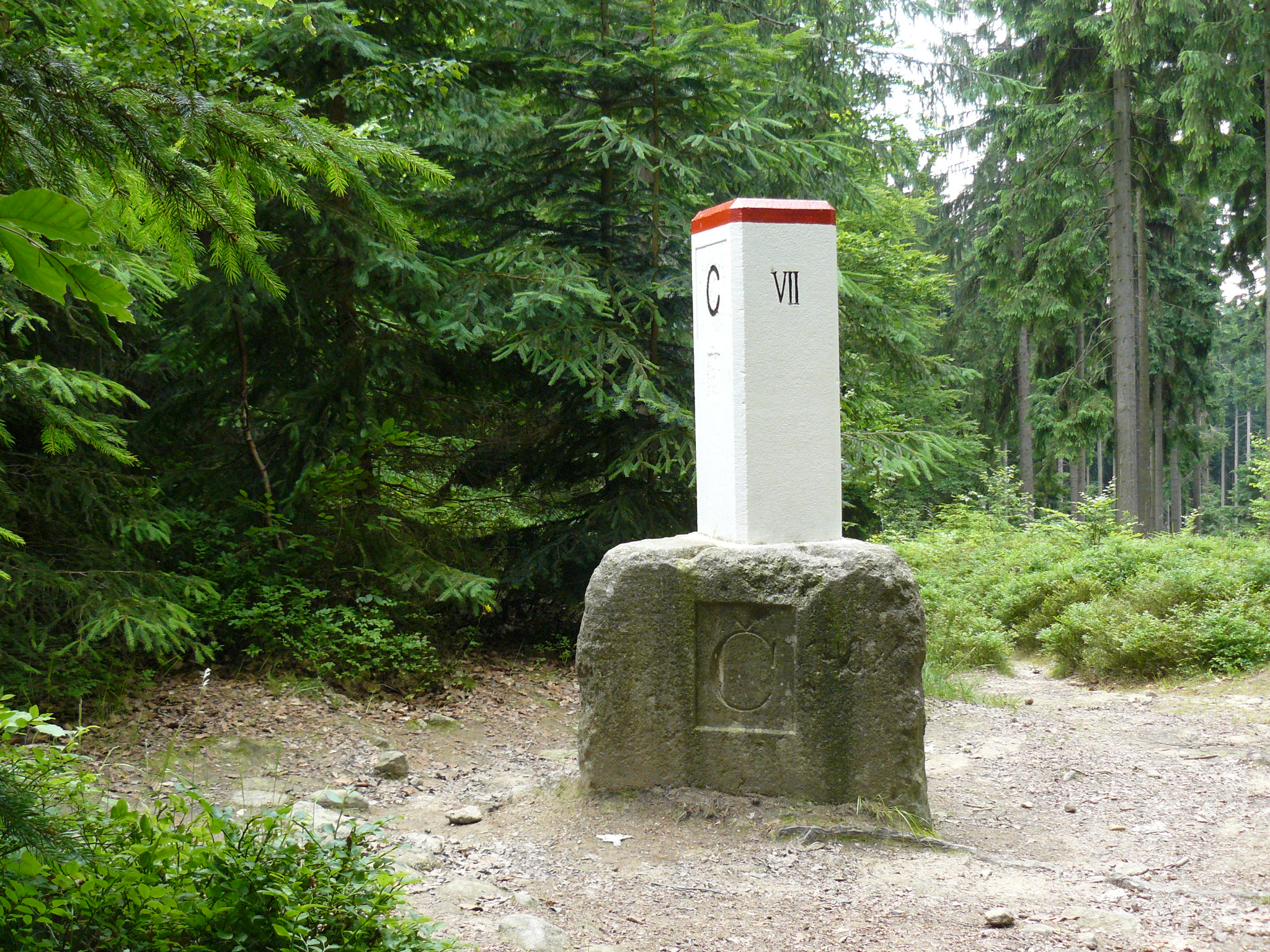
Dreiländerstein (Niederösterreich, Böhmen und Mähren)

- Kirche Mariä Himmelfahrt, erbaut 1495–1514 unter den Herren Kraiger von Kraigk im gotischen Stil
- herrschaftliche Kirche Johannes des Täufers, errichtet im 13. Jahrhundert
- Schloss Dobrohoř (Ebergersch) bei Staré Město pod Landštejnem, klassizistischer Bau aus dem 19. Jahrhundert
- Jüdischer Friedhof nordwestlich des Ortes, um 1610 angelegt
- Dreiländerstein am Hohen Stein und weitere Grenzsteine zwischen Böhmen und Mähren
- Wegkapelle mit einem Vesperbild um 1500
- Missionskreuz vor der Kirche
- Viktoriakreuz, Eisenkreuz auf Steinsockel im Ort
- Rotes Kreuz, zu ihm führen die Flurprozessionen
- Jüdischer Tempel, von Tschechen eingeebnet
- Kriegerdenkmal 1927[11]

## Söhne und Töchter der Gemeinde
- Josef Hahn (1912–1999), Slawist und Übersetzer, Andreas-Gryphius-Preisträger von 1966, Verfasser einer zweibändigen Cyrillo-Methodianischen Bibliographie
- Margarita Pazi (1920–1997), israelische Literaturwissenschaftlerin
- Hans Reutter (1884–1950), Historiker, Vorstand des Deutschen Geschichtsvereins Mähren, heimat- und volkskundlicher Schriftsteller, Ehrenbürger von Zlabings.

## Wirtschaft
Der Ort hatte das Recht, an jedem Dienstag einen Wochenmarkt abzuhalten. Die Jahrmärkte fanden am Montag nach dem 23. April, am 26. Juli und am 25. November statt.